# Trilok Gurtu
Trilok Gurtu (født 30. oktober 1951) i Mumbai, Indien) er en indisk percussionist og tablasspiller.
Siden Gurtu kom til Europa, Tyskland, har han indspillet med et hav musikere såsom Charlie Mariano, Don Cherry, Terje Rypdal, John Tchicai, Charly Antolini, John Mclaughlins trio, og Oregon.
Gurtu har også indspillet en del plader med egne grupper i eget navn.
Gurtu mestre hele spektret indenfor percussion familien, han spiller ligeledes på sit eget hjemmebyggede trommesæt bestående af et rak med 4 trommer uden stortromme, som han spiller siddende på højre knæ, med venstre fod arbejdende på normal vis på hihatten.